# Agramunt
Agramunt – gmina w Hiszpanii, w prowincji Lleida, w Katalonii, o powierzchni 79,43 km². W 2011 roku gmina liczyła 5633 mieszkańców.